# Jasvinder Sanghera
Dame Jasvinder Sanghera, DBE (geboren im September 1965 in Derby) ist eine englische Sachbuchautorin und Aktivistin indischer Abstammung. Sie setzt sich für die Opfer von Zwangsheirat und Ehrenverbrechen ein.

## Leben
Jasvinder Sanghera wurde in Derby geboren und wuchs dort auf. Sie entging selbst einer Zwangsheirat und gründet daraufhin Karma Nirvana, eine Wohltätigkeitsorganisation, die sich um Männer und Frauen kümmert, die von Zwangsheirat und Ehrenverbrechen betroffen sind.
Ihre Memoiren Shame waren ein Times Top 10 Bestseller. Es wird gewürdigt, wie Sanghera die Thematik der Zwangsheirat in die Öffentlichkeit bringt. Premierminister David Cameron erklärte, dass ihre Arbeit seine Aufmerksamkeit auf das Thema Zwangsheirat gerichtet habe. 2008 erhielt sie die Ehrendoktorwürde der University of Derby.
Sie wurde 2009 mit dem The Pride of Britain Award ausgezeichnet und wurde im Jahr 2010 als Cosmopolitan Ultimate Woman of the Year benannt. In der Liste der Top 100 Most Inspirational Women des Guardian wurde sie 2011 aufgeführt.  Sie wurde im Jahr 2013 in Anerkennung ihres herausragenden Beitrages für die Opfer von Zwangsheirat und Ehrenverbrechen zum Commander des Order of the British Empire ernannt. Im Jahr 2014 wurde sie als Legal Campaigner of the Year ausgezeichnet. Sanghera erhielt 2016 auch einen Eintrag im Buch Who is Who.

## Andere Aktivitäten
Sanghera ist Jurorin eines internationalen Kunstwettbewerbes in London, des Passion For Freedom London Festivals in den Mall Galleries, das von den Mall Galleries im September 2015 ausgerichtet wurde.

## Veröffentlichungen
- 2007 Shame, ISBN 978-0340924600
- 2009 Daughters of Shame ISBN 978-0340997826
- 2011 Shame Travels, ISBN 978-0340962091